# Muhai Tang
Muhai Tang (født 10. juli 1949 i Shanghai, Kina) er en kinesisk dirigent og komponist.
Tang studerede komposition og direktion på Musikkonservatoriet i Shanghai. Han studerede videre som dirigent i Tyskland på Musikhøjskolen i München hos Hermann Michael. Tang blev artistisk leder for bla. Shanghai Filharmoniske Orkester og Zhejiang Symfoniorkester. Han har gæstedirigeret Berliner Filharmonikerne, med invitation fra daværende chefdirigent Herbert von Karajan i (1983). Tang har skrevet orkesterværker, kammermusik etc., men det er som dirigent han er mest anerkendt.